# 筧秀隆
筧 秀隆（かけい ひでたか）は、日本の漫画家。
『となグラ!』を始め、様々なジャンルの作品を描いている。『となグラ!』は掲載誌の看板作品となるだけでなく、メディアミックスでアニメ化された。

## 作品リスト

### 単行本
- となグラ![1]：『月刊コミックラッシュ』（ジャイブ）連載 全13巻
- てっぱん!：『ヤングアニマルあいらんど』（白泉社）連載 全2巻
- そこにオスわりっ!：『COMICすもも』→『コミックハイ!』（双葉社）連載 全3巻
- セックスレスフレンド：『WEBコミックBeat's』（マッグガーデン）連載 全2巻
- 俺がアブノーマルかもしれない件について：『ヤングアニマル嵐』（白泉社）集中連載
- 催眠メール：電子配信（ジーウォーク）
- 大家さんとないしょ❤：電子配信（ジーウォーク）
- クチ・ドメ：『ナマイキ！』（竹書房）連載 全2巻
- みなみ先生は勉強熱心!：『ヤングチャンピオン烈』（秋田書店）連載 既刊1巻
- ウラガワ：短編集（竹書房）
- 小心者なベテラン中年冒険者と奴隷の狐耳少女：『月刊キスカ』（原作：最上、キャラクター原案：あらと安里、竹書房）連載 既刊3巻

### 読切作品
- ぐっど☆えんど：ヤングアニマルあいらんどno.6（白泉社）掲載
- 姫=君：ヤングアニマルあいらんどno.7（白泉社）掲載